# Vila Leopoldina (bairro)

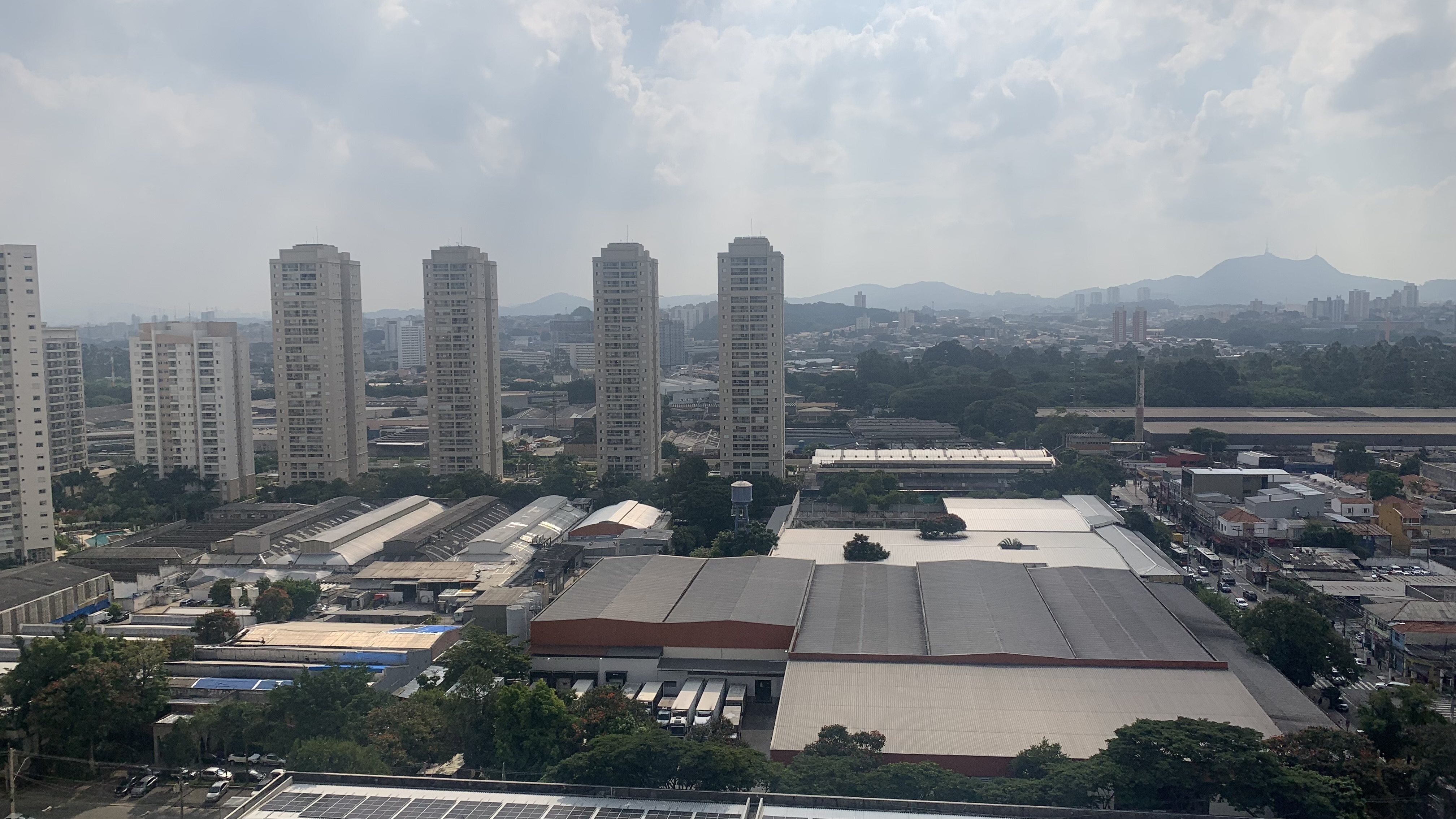
A Vista do Bairro Vila Leopoldina em São Paulo

Vila Leopoldina é um bairro situado na zona oeste do município de São Paulo, pertencente ao distrito da Vila Leopoldina.
As principais vias do bairro são a avenida Dr. Gastão Vidigal, a Avenida Imperatriz Leopoldina e a Avenida Mofarrej. A rua Carlos Weber abriga o quarteirão mais badalado do bairro, com condomínios de apartamentos e lojas. O bairro também é conhecido pelo CEAGESP, pelo Teatro UMC, pela Universidade de Mogi das Cruzes (UMC), pelo Senai e pela escola e ginásio do SESI, onde ocorre seus principais jogos de vôlei, como os da Superliga.
A Leopoldina é um bairro repleto de contrastes sócio-econômicos. Se por um lado existem condomínios para vários extratos da classe média, o bairro também apresenta favelas assim como qualquer outro bairro no geral.
O bairro está em evidente crescente e conta com diversos imóveis em construção em sua redondeza. Além disso é servido pelos trens através da Linha 8 - Diamante, nas estações Imperatriz Leopoldina e Domingos de Moraes, e pela Linha 9 - Esmeralda, por meio da estação Ceasa. O bairro é classificado pelo CRECI como "Zona de Valor C", assim como outros bairros da capital como Santana, Tatuapé e Barra Funda.

## Historia
A aquisição do território pelos jesuítas alemães, com o intento de estabelecer suas moradas, data do século 19, quando uma parcela da localidade fazia parte de uma propriedade denominada Emboçoava, que, desde 1827, estava sob a propriedade de João Correia da Silva. Além do nome Emboaçava, o local também era identificado como Várzea dos Correias, em referência ao sobrenome de João.
Em 1894, após obterem as terras dos religiosos, uma empresa optou por investir na contratação de embarcações para transportar possíveis investidores até as áreas.
Essa medida resultou no primeiro grande loteamento da região pela empresa E. Ricther & Company, apesar das dificuldades comerciais enfrentadas devido à natureza alagadiça do terreno, o que complicava a edificação de empreendimentos. Curiosamente, o nome "Vila Leopoldina" foi dado ao bairro em homenagem a uma associada da empresa, Leopoldina Kleeberg.
Entretanto, apenas após mais de 30 anos, em 1926, a Incorporadora Siciliano & Silva, em colaboração com o empresário Antônio Vilares, realizou o loteamento de mais de 500 mil metros quadrados.

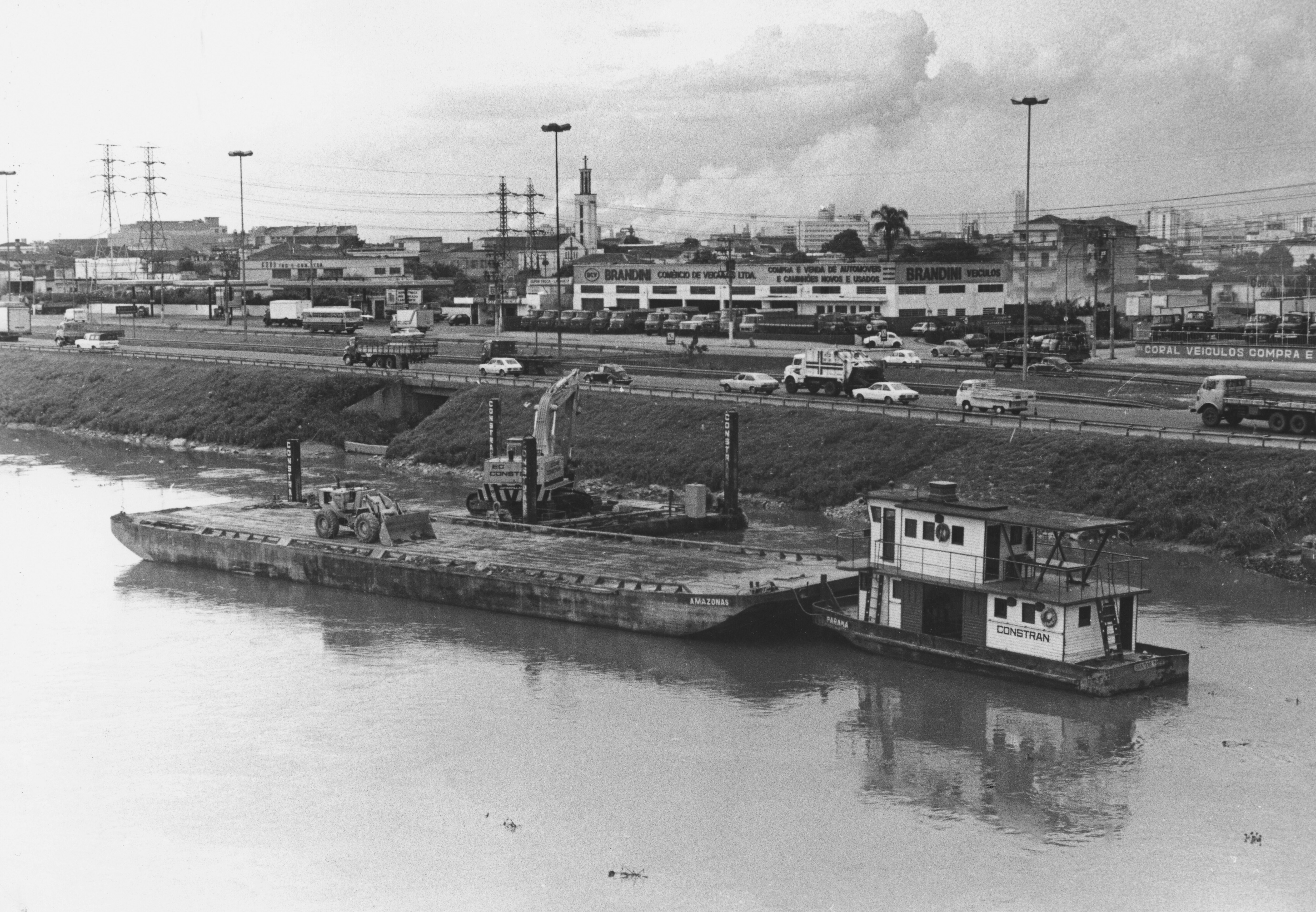
Trecho da Marginal Tietê na Vila Leopoldina, onde draga e máquinas trabalhavam no combate às enchentes no Rio Tietê, na década de 80

Naturalmente, a história da Leopoldina está intimamente ligada à Lapa. Esse segundo distrito recebeu significativos investimentos financeiros devido às instalações da São Paulo Railway, o que influenciou profundamente sua formação inicial. Graças a essa empresa ferroviária e, posteriormente, à Light, a Vila Leopoldina foi dotada desde cedo de linhas de bonde e eletricidade em sua infraestrutura.
Se adicionarmos a esse elemento os preços acessíveis dos terrenos e a mão de obra, em sua maioria composta por imigrantes, tornou-se altamente atrativa para a instalação de indústrias na região, como ocorreu com a Cia. Fiat Lux, Metalúrgica Martins Ferreira e a Fábrica de Tecidos e Tecelagem Lapa. Nos anos 30, com as obras de retificação dos rios, mais áreas propícias para a instalação industrial "surgiram", afinal, havia uma abundância de água que poderia ser utilizada se a fábrica fosse construída próxima à fonte hídrica.
Na década de 1950, o início da construção do Centro Industrial Miguel Mofarrej marcou o início do processo de industrialização da área, substituindo as antigas cerâmicas por grandes indústrias.Nesse contexto, diversas empresas, incluindo a Metalúrgica Atlas, do Grupo Votorantim, estabeleceram-se na área. Os períodos das décadas de 1950 e 1960 desempenharam um papel crucial na história regional, marcados pela inauguração do Mercado da Lapa e do antigo Ceasa (Centro Estadual de Abastecimento Sociedade Anônima), agora conhecido como Ceagesp.